# لاميون أبقع
اللاميون الأبقع أو حرف (الاسم العلمي: Lamium maculatum) هو نوع من النباتات يتبع جنس اللاميون من الفصيلة الشفوية.

## البيئة والانتشار
موطنه بلاد الشام وتركيا والقوقاز ومعظم مناطق أوروبا باستثناء إيرلندا وبريطانيا وإسكندنافيا.